# Astralium dekkeri
Astralium dekkeri là một loài ốc biển thuộc họ Turbinidae.